# Daniella Monet
Daniella Caroline Monet Zuvic (West Hills, Los Ángeles, California; 1 de marzo de 1989) es una actriz y cantante estadounidense de origen chileno, más conocida por coprotagonizar la serie original de Nickelodeon Victorious en el papel de Trina Vega.
En 2011 interpretó a Tootie en la película A Fairly Odd Movie: Grow Up, Timmy Turner! al lado de Drake Bell y como Bertha (en lugar de Jennette McCurdy) en Fred 2: Night of the Living Fred y Fred: The Show.

## Vida y carrera
Daniella Caroline Monet Zuvic nació en California, Estados Unidos. Su familia paterna es originaria de Chile, de quienes posee ascendencia croata. Ha actuado en la pantalla pequeña en numerosos comerciales de televisión a partir de la edad de cinco años desde 1994. En 1997, tuvo una aparición como invitada en un episodio de la serie Pacific Blue.
En 2003 obtuvo papeles recurrentes en las series de televisión American Dreams y 8 Simple Rules. Fue elegida finalmente como Megan Kleinman en la serie de la CBS de corta duración Listen Up!, y también apareció como actriz invitada en Zoey 101 como la novia de Chase, Rebecca. En 2006 apareció en la película Nancy Drew.
A partir de 2010, participó en la serie de Nickelodeon Victorious, junto a Victoria Justice, como Trina Vega, la hermana mayor de Tori Vega. Apareció en un episodio doble y un episodio triple de la exitosa serie de Nickelodeon iCarly teniendo así un papel recurrente.
En julio de 2010 se anunció que Monet se uniría al elenco de la película de Nickelodeon basada en la serie Los padrinos mágicos, titulada A Fairly Odd Movie: Grow Up, Timmy Turner! Ella encarna el papel de Tootie, el interés amoroso de Timmy Turner.
Más adelante, interpretó a Bertha, la mejor amiga de Fred Figglehorn, en Fred 2: Night of the Living Fred (el papel de Berta en el original Fred fue interpretado por Jennette McCurdy, de iCarly). Desde 2012 interpreta el papel de Bertha en la serie de Nickelodeon Fred: The Show Apareciendo en 10 de los 24 episodios, debido a que estaba ocupada filmando nuevos episodios de Victorious.

### Vida personal
En diciembre de 2017 se comprometió con su novio, Andrew Gardner. En abril de 2019 la pareja anunció que Monet estaba embarazada por primera vez.
En septiembre de 2019 Monet anunció el nacimiento de su primer hijo, un varón llamado Gio James Gardner. En septiembre de 2020 la actriz anunció la espera de su segundo hijo. El 12 de febrero de 2021 anunció la llegada de su segundo hijo, una niña llamada Ivry Monet Gardner.

## Filmografía
| Cine y televisión | Cine y televisión                         | Cine y televisión                 | Cine y televisión                                                      |
| Año               | Título                                    | Papel                             | Notas                                                                  |
| ----------------- | ----------------------------------------- | --------------------------------- | ---------------------------------------------------------------------- |
| 1997              | Pacific Blue                              | Joven Corey                       | Episodio: "Avenging Angel" (temporada 3, episodio 13)                  |
| 1999              | Follow Your Heart                         | Angie Burns                       | Personaje secundario                                                   |
| 2003              | American Dreams                           | Joyce Fitzsimmons                 | Recurrente, 3 episodios                                                |
| 2003              | Still Standing                            | Bethany                           | Episodio: "Still Negotiating"                                          |
| 2003—2005         | 8 Simple Rules                            | Missy Kleinfeld                   | Recurrente, 4 episodios                                                |
| 2004—2005         | Listen Up!                                | Megan Kleinman                    | Protagonista                                                           |
| 2004              | The Bernie Mac Show                       | Karen Taymore                     | Episodio: "Go Bernie, It's Your Birthday"                              |
| 2006              | Simon Says                                | Sarah                             |                                                                        |
| 2007              | Zoey 101                                  | Rebecca Martin                    | Personaje recurrente, 3 episodios, serie de TV de Nickelodeon          |
| 2007              | Taking Five                               | Gabby Davis                       | Protagonista                                                           |
| 2007              | Nancy Drew                                | Inga                              | Protagonista                                                           |
| 2008              | Miss Guided                               | Meredith Ritter                   | Invitada                                                               |
| 2008              | The Suite Life of Zack & Cody             | Dana                              | Invitada, episodio: "Bench Warmers"                                    |
| 2009              | United States of Tara                     | Paige                             | Invitada, serie de TV de FOX                                           |
| 2010—2013         | Victorious                                | Katrina "Trina" Vega              | Protagonista, serie de TV de Nickelodeon                               |
| 2010—2011         | iCarly                                    | Katrina "Trina" Vega / Nikky      | Recurrente, 5 episodios                                                |
| 2011              | Rachel's Return                           | Danielle                          | Serie de TV, protagonista                                              |
| 2011              | Here's the Kicker                         | Lacey Matthews                    | Serie de TV                                                            |
| 2011              | A Fairly Odd Movie: Grow Up, Timmy Turner | Tootie                            | Protagonista, película de televisión de Nickelodeon                    |
| 2011              | Supah Ninjas                              | Clarissa                          | Invitada, episodio: "Morningstar Academy" (temporada 1, episodio 13)   |
| 2011              | An Evening With...                        | Ella misma / Katrina "Trina" Vega | Especial de entrevistas "Una noche con Victorious", de Nickelodeon     |
| 2011              | Fred 2: Night of the Living Fred          | Bertha                            | Coprotagonista, película de televisión de Nickelodeon                  |
| 2011—2012         | Winx Club                                 | Mitzi / Heather Conroy (voz)      | Papel recurrente, 5 episodios, serie de televisión de Nickelodeon      |
| 2012              | Fred: The Show                            | Bertha                            | Coprotagonista, serie de televisión de Nickelodeon                     |
| 2012              | Fred 3: Camp Fred                         | Bertha                            | Coprotagonista, película de televisión de Nickelodeon                  |
| 2012              | The Troop                                 | Eris Fairy                        | Estrella invitada, episodio: "Eris Returns" (temporada 2, episodio 12) |
| 2012              | A Fairly Odd Christmas                    | Tootie                            | Protagonista, película de televisión de Nickelodeon                    |
| 2012              | Figure It Out                             | Ella misma                        | Panelista recurrente, programa de concursos de Nickelodeon             |
| 2013              | Kids' Choice Awards 2013                  | Ella misma                        | Anfitriona (pre-show)                                                  |
| 2013              | Melissa & Joey                            | Ashley                            | Invitada, episodio: "Family Feud" (temporada 3, episodio 10)           |
| 2013              | AwesomenessTV                             | Ella misma                        | Conductora, programa de Nickelodeon                                    |
| 2013              | Sketchy                                   | Amy                               | Invitada, episodio: "Freaky Friday the 13th" (temporada 3, episodio 8) |
| 2014              | A Fairly Odd Summer                       | Tootie                            | Coprotagonista, película de televisión de Nickelodeon                  |
| 2014              | Rachel's Return                           | Danielle                          | Protagonista                                                           |
| 2014              | Lovin' Brooklyn                           | Gina                              | Protagonista                                                           |
| 2014              | See Dad Run                               | Tracey McFee                      | Recurrente, 2 episodios, serie de TV de Nickelodeon                    |
| 2014              | Turbo FAST                                | Princess                          | Voz, episodio: "Chet vs Dr. Disorder/Damselfy in Distress"             |
| 2015              | Nicky, Ricky, Dicky & Dawn                | Ella misma                        | Episodio: "Go Hollywood" (temporada 2, episodio 11)                    |
| 2015              | When Duty Calls                           | Ellie Skopic                      | Protagonista                                                           |
| 2016              | Baby Daddy                                | Sam                               | Recurrente (temporada 5, 9 episodios)                                  |
| 2016              | Paradise Run                              | Ella misma                        | Conductora, programa de Nickelodeon                                    |
| 2017              | Nickelodeon Sizzling Summer Camp Special  | Betty «Mano Grande»               | Especial para televisión                                               |
| 2017              | Crossy Road: The Series                   | Cat Possible                      | Episodio: "Evil Cat"                                                   |
| 2019              | Cousins for Life                          | Denise                            | Recurrente, 2 episodios, serie de Nickelodeon                          |
| 2020              | Aloha Surf Hotel                          | Babymooner                        | Coprotagonista                                                         |

## Discografía

### Apariciones
Esta una lista de apariciones de Monet en otros álbumes.
| Título                  | Año  | Otro(s) artista(s)             | Álbum                                      |
| ----------------------- | ---- | ------------------------------ | ------------------------------------------ |
| "Leave It All to Shine" | 2011 | Elencos de ICarly y Victorious | Victorious                                 |
| "I Want You Back"       | 2011 | Elenco de Victorious           | Victorious                                 |
| "Lookin' Like Magic"    | 2011 | Drake Bell                     | A Fairly Odd Movie: Grow Up, Timmy Turner! |
| "Shut Up and Dance"     | 2012 | Elenco de Victorious           | —                                          |
| "5 Fingaz to the Face"  | 2012 | Elenco de Victorious           | Victorious 2.0                             |
| "Wishful Thinking"      | 2012 | Drake Bell                     | A Fairly Odd Christmas                     |
| "Sleigh Ride"           | 2012 | Elenco de Nickelodeon          | Merry Nickmas                              |
| "Thank U, Next"         | 2018 | Ariana Grande                  | Thank U, Next                              |

## Giras
Promocionales
- Victorious: In Concert (2011)

Acto de apertura
- Miranda Cosgrove - Miranda Cosgrove Summer Tour (2012)